# Mijlocaș la deschidere
Mijlocaș la deschidere este un film românesc din 1982 regizat de Dinu Tănase. Rolurile principale au fost interpretate de actorii Ștefan Maitec, Mircea Crețu, Sorina Stănculescu.

## Distribuție
Distribuția filmului este alcătuită din:
- Mircea Crețu — Jean
- Gabriela Chiper — Luly
- Ștefan Maitec — Andrei
- Rodica Nițescu — Paula Ivanciu
- Dana Ciclovan — Gina
- Sorina Stănculescu — Aura
- Romeo Mogoș — Ștefan Năsturel
- Zaharia Volbea — Mărgineanu
- Dionisie Vitcu — Maistrul Trifu

## Primire
Filmul a fost vizionat de 1.570.539 de spectatori în cinematografele din România, după cum atestă o situație a numărului de spectatori înregistrat de filmele românești de la data premierei și până la data de 31 decembrie 2014 alcătuită de Centrul Național al Cinematografiei.